# Víctor Leyva
Víctor Samuel Leyva (Guanajuato, 18 dicembre 1977) è un ex giocatore di football americano messicano che ha militato ruolo di guardia nella National Football League (NFL).
Fu scelto dai Cincinnati Bengals nel corso del quinto giro del Draft NFL 2001. Ha giocato al college ad Arizona State.
Leyva è stato inoltre un membro dei Miami Dolphins e dei New England Patriots.